# Kladruby u Vlašimi

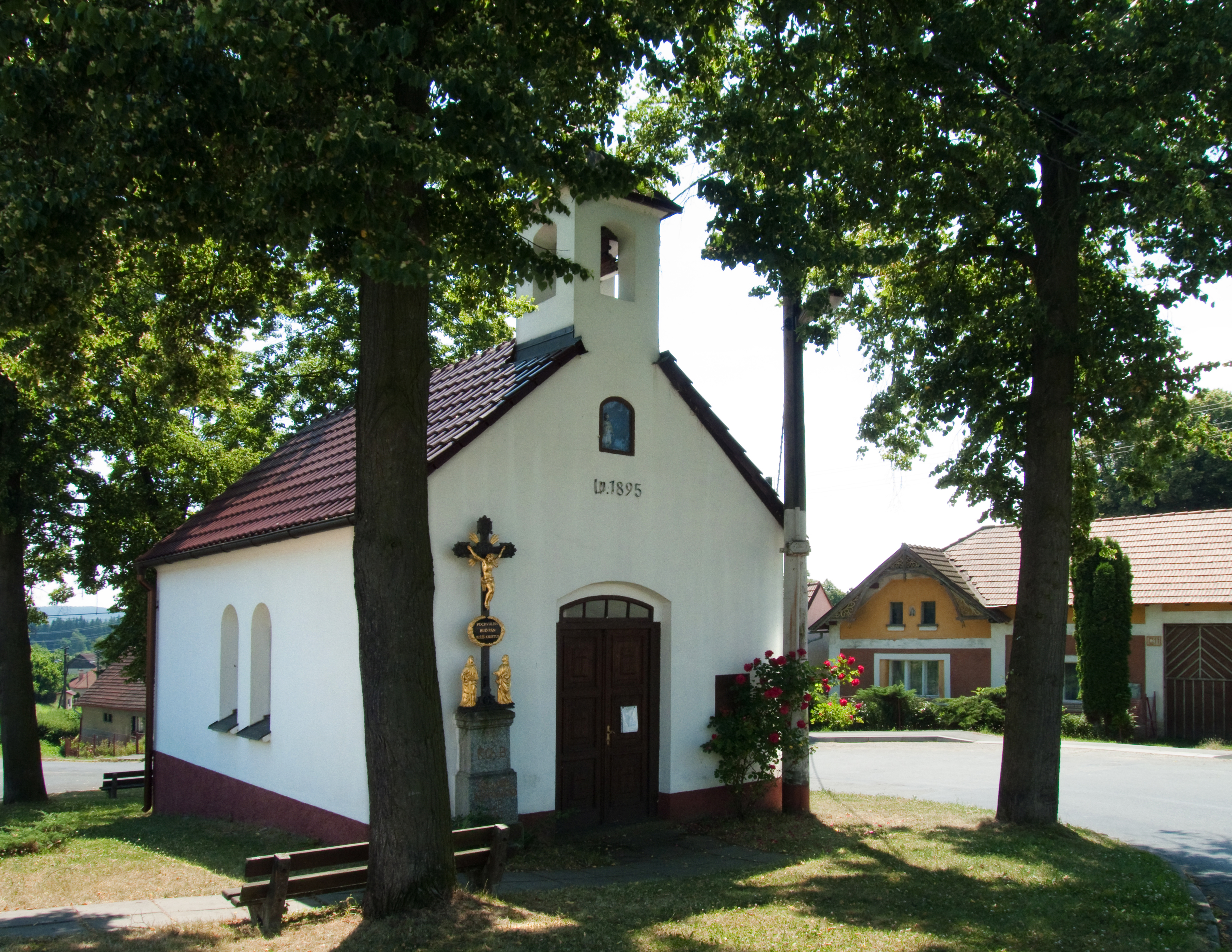
Kladruby – Wenzelskapelle

Kladruby (deutsch Kladrub) ist eine Gemeinde mit 201 Einwohnern (1. Januar 2004) in der Mittelböhmischen Region, circa 40 Kilometer südöstlich von Prag. Kladruby liegt in 437 m ü. M. nordöstlich der Stadt Vlašim im Okres Benešov.